# Trichogramma dissimilis
Trichogramma dissimilis är en stekelart som beskrevs av Zucchi 1988. Trichogramma dissimilis ingår i släktet Trichogramma och familjen hårstrimsteklar. Inga underarter finns listade i Catalogue of Life.